# デイヴィッド・アーサー・スリン
デイヴィッド・アーサー・スリン（David Arthur Slinn, 1959年 - ）は、イギリスの外交官。

## 生涯
ノーザンプトン出身。ジュネーヴ（スイス）、ウランバートル（モンゴル国）、プレトリア（南アフリカ共和国）、ティラナ（アルバニア）、ベオグラード（ユーゴスラビア連邦共和国）、プリシュティナ（マケドニア共和国）に駐在。2002年から2006年まで駐朝大使。2007年から2008年までヘルマンド州地方復興チーム代表。